# Liolaemus gardeli
Liolaemus gardeli es una especie de lagarto liolaémido perteneciente al género Liolaemus, cuyos integrantes suelen ser denominados comúnmente lagartijas. Es un saurio arenícola de hábitos diurnos que habita en el centro-este del Cono Sur de Sudamérica.

## Taxonomía
Descripción original
Liolaemus gardeli fue descrita originalmente en el año 2017 por los zoólogos Laura Verrastro, Raúl Eduardo Maneyro Landó, Caroline M. da Silva e Iraia Farias, bajo el mismo nombre científico.
Caracterización y relaciones filogenéticas
Dentro del género Liolaemus pertenece al ‘‘grupo wiegmannii’’, el que agrupa a una docena de especies ampliamente distribuidas al este de la cordillera de los Andes, en la Argentina, el sur de Brasil, Paraguay y Uruguay. Su especificidad fue demostrada luego de realizar comparaciones morfológicas, merísticas y genéticas de muestras de este taxón, respecto a distintas poblaciones de Liolaemus wiegmannii de la Argentina y Uruguay, además de hacer lo propio con las restantes especies del ‘‘grupo wiegmannii’’.
Etimología
Etimológicamente el término genérico Liolaemus se origina en dos palabras del idioma griego, lio que significa ‘liso’ y laemus (de laimos) que se traduce como ‘garganta’.

## Distribución y hábitat
La lagartija Liolaemus gardeli presenta una distribución sumamente restringida, al habitar exclusivamente en aislados cordones de dunas que acompañan al río Tacuarembó, un curso fluvial uruguayo, el cual, junto con el río Yí, constituyen los principales afluentes del río Negro. Es un saurio endémico de la ecorregión terrestre sabana uruguayense.